# Joseph Ngolepus
Joseph Ngolepus (10 aprile 1975) è un ex maratoneta keniota.

## Biografia
Nel 2001 ha vinto la Maratona di Berlino, con un tempo di 2h08'47", mentre nel 2003 è arrivato terzo alla Maratona di Londra, con un tempo di 2h07'57".

## Risultati in competizioni internazionali
1999
- 16º alla Maratona di Berlino ( Berlino) - 2h16'39"
- 6º alla Maratona di Stoccolma ( Stoccolma) - 2h18'49"
- Bronzo alla Maratona di Graz ( Graz) - 2h18'43"

2000
- 29º alla Maratona di Chicago ( Chicago) - 2h27'29"
- 4º alla Maratona di Rotterdam ( Rotterdam) - 2h08'49"
- Oro alla Maratona di Palermo ( Palermo) - 2h13'48"
- Bronzo alla Tilburg 10 Miles ( Tilburg) - 47'17"
- 4º alla KAAA Energiser Road Race ( Iten), 15 km - 50'47"
- 6º alla 3M Leiden ( Leida) - 29'17"

2001
- Oro alla Maratona di Berlino ( Berlino) - 2h08'47"
- Argento alla Paderborn Internationaler Osterlauf ( Paderborn) - 1h02'25"

2002
- 20º alla Maratona di Berlino ( Berlino) - 2h14'36"
- 4º alla Maratona di Vienna ( Vienna) - 2h13'18"
- 25º alla Maratona di Amburgo ( Amburgo) - 2h21'29"
- 19º alla Mezza maratona di Lisbona ( Lisbona) - 1h02'33"

2003
- Bronzo alla Maratona di Londra ( Londra) - 2h07'57"
- 12º alla Maratona di Chicago ( Chicago) - 2h14'23"
- Oro alla The Hague City-Pier-City ( L'Aia) - 1h00'56"
- 8º alla Mezza maratona di Lisbona ( Lisbona) - 1h04'28"
- 5º alla Montferland Run ( 's-Heerenberg) - 44'39"

2004
- 11º alla Maratona di Londra ( Londra) - 2h12'02"
- Oro alla San Diego Rock 'n' Roll Marathon ( San Diego) - 2h11'04"
- 16º alla Mezza maratona di Lisbona ( Lisbona) - 1h01'55"

2005
- 5º alla Maratona di Berlino ( Berlino) - 2h10'10"
- Bronzo alla Singapore Marathon ( Singapore) - 2h16'38"
- 8º alla BIG25 ( Berlino) - 1h14'56"
- Argento alla Berlin Half Marathon ( Berlino) - 1h01'16"
- 12º alla Rotterdam Fortis Half Marathon ( Rotterdam) - 1h03'55"

2006
- Oro alla Maratona di Madrid ( Madrid) - 2h11'30"
- 36º alla Singapore Marathon ( Singapore) - 2h36'03"
- 5º alla Berlin Half Marathon ( Berlino) - 1h01'14"
- Argento alla Paderborn Internationaler Osterlauf ( Paderborn) - 1h01'31"
- Bronzo alla Kiel Lauf Half Marathon ( Kiel) - 1h03'09"

2007
- Argento alla Essen Marathon ( Essen) - 2h20'07"
- 12º alla Berlin Half Marathon ( Berlino) - 1h03'35"
- 5º alla Regensburg Half Marathon ( Ratisbona) - 1h08'48"

2008
- 6º alla Maratona di Berlino ( Berlino) - 2h12'07"
- Oro alla Kiel Lauf Half Marathon ( Kiel) - 1h02'23"

2010
- 10º alla Maratona di Lubiana ( Lubiana) - 2h17'03"

2011
- Bronzo alla Omsk Siberian International Marathon ( Omsk) - 2h25'41"
- 15º alla Berlin Half Marathon ( Berlino) - 1h03'58"